# Charles Willy Kayser
Charles Willy Kayser, nato Charles Wilhelm Kaiser (Metz, 28 gennaio 1881 – Berlino, 10 luglio 1942), è stato un attore e regista tedesco.

## Filmografia
- Der siebente Kuß, regia di Marie Luise Droop (1918)
- Sei getreu bis in den Tod, regia di Josef Stein (1918)
- Das Geheimnis von Schloß Holloway, regia di Willy Zeyn (1919)
- Die Tragödie der Manja Orsan , regia di Richard Eichberg (1919)
- Melodie des Herzens, regia di Willi Achsel e Ludwig Czerny (1919)
- Lillis Ehe, regia di Jaap Speyer (1919)
- Lilli, regia di Jaap Speyer (1919)
- Signorina dentista (Fräulein Zahnarzt), regia di Joe May (1919)
- Der Amönenhof, regia di Uwe Jens Krafft (1920)
- Der fliegende Tod, regia di Alfred Tostary (1920)
- Der ewige Fluch, regia di Fritz Wendhausen (1921)
- Steuerlos, regia di Gennaro Righelli (1924)
- Wenn du noch eine Heimat hast, regia di Siegfried Philippi (1930)
- Jeder fragt nach Erika, regia di Frederic Zelnik (1931)
- Vittoria e il suo ussaro (Viktoria und ihr Husar), regia di Richard Oswald (1931)
- Im Banne der Berge, regia di Franz Osten (1931)
- Chauffeur Antoinette, regia di Herbert Selpin (1932)
- Kreuzer Emden, regia di Louis Ralph (1932)
- Theodor Körner, regia di Carl Boese (1932)
- Il prigioniero di Magdeburg (Trenck - Der Roman einer großen Liebe), regia di Ernst Neubach e Heinz Paul (1932)
- Wenn am Sonntagabend die Dorfmusik spielt, regia di Charles Klein (1933)